# Maślak daglezjowy

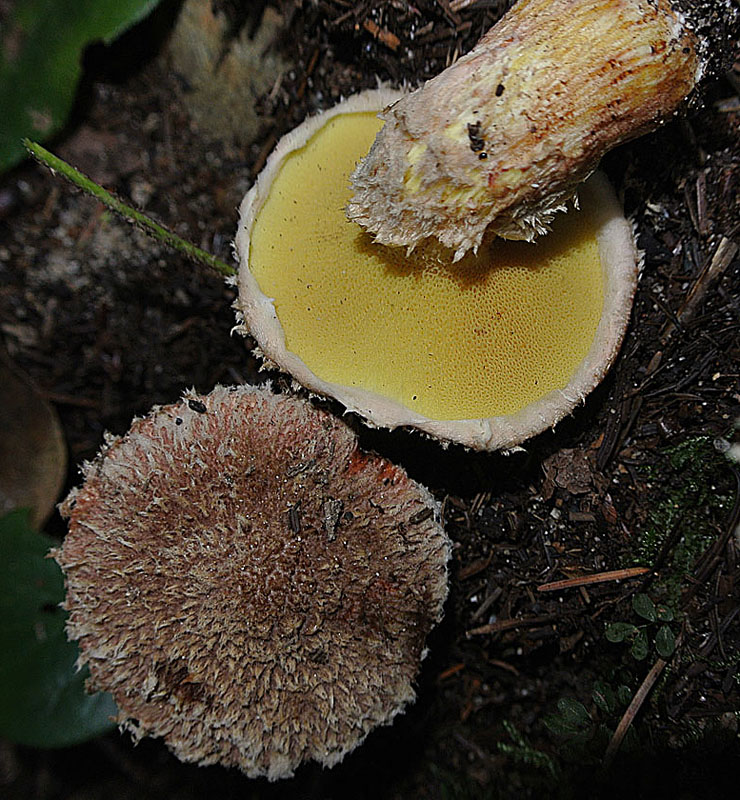

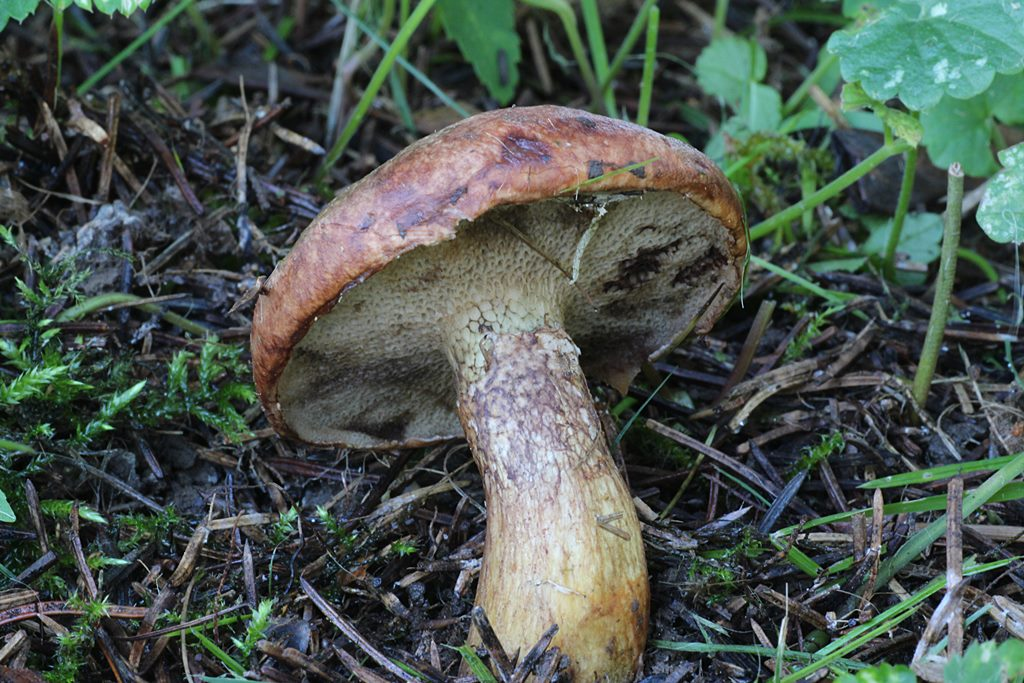
Maślak daglezjowy – starszy owocnik

Maślak daglezjowy (Suillus lakei (Murrill) A.H. Sm. & Thiers) – gatunek grzybów z rodziny maślakowatych (Suillaceae).

## Systematyka i nazewnictwo
Pozycja w klasyfikacji według Index Fungorum: Suillus, Suillaceae, Boletales, Agaricomycetidae, Agaricomycetes, Agaricomycotina, Basidiomycota, Fungi.
Po raz pierwszy takson ten zdiagnozował w 1912 r. William Alphonso Murrill nadając mu nazwę Boletus lakei. Obecną, uznaną przez Index Fungorum nazwę nadali mu w 1964 r. Alexander Hanchett Smith i Harry Delbert Thiers, przenosząc go do rodzaju Suillus.
Niektóre synonimy naukowe:
- Boletus lakei Murrill 1912
- Boletinus lakei (Murrill) Singer 1945
- Boletus tridentinus subsp. landkammeri Pilát & Svrče 1949
- Boletinus lakei subsp. landkammeri (Pilát & Svrček) Pilát & Dermek 1974
- Boletinus landkammeri (Pilát & Svrček) Bon 1986
- Suillus lakei var. landkammeri (Pilát & Svrček) H. Engel & Klofac 1996
- Suillus lakei var. pseudopictus A.H. Sm. & Thiers 1964
- Suillus lakei var. calabrus Lavorato 2000

Nazwę polską maślak daglezjowy zarekomendowała Komisja ds. Polskiego Nazewnictwa Grzybów Polskiego Towarzystwa Mykologicznego, przy czym już wcześniej podawały ją niektóre atlasy grzybów
. Opisywany bywa także jako maślak czerwony.

## Morfologia
Kapelusz
Do 15 cm średnicy, za młodu wypukły, W miarę wzrostu robi się coraz bardziej płaski z delikatnym centralnym wgłębieniem. Mięsisty, suchy, kolor skórki żółtawy do jasnobrązowego, lecz pokryta jest ona kosmatymi włókienkami w kolorze czerwonawo-brązowym. Deszcz może zmyć włókienka z powierzchni kapelusza, pozostawiając lepką warstwę. Owocniki blakną z wiekiem, a starsze bywają również prawie gładkie. Resztki częściowej osłony przeważnie zwisają z krawędzi kapelusza, którego brzeg jest początkowo podwinięty do wewnątrz, ale rozwija się w miarę wzrostu i może być wywinięty w górę u starych owocników.
Hymenofor
Rurki długości 5–12 mm. Pory kanciaste, 1–3 mm szerokości, czasami promieniowo ułożone, koloru żółtego poprzez brązowo-żółty do ochrowego. Uciśnięcie powoduje powstanie plam brązowych lub czerwono-brązowych. Powierzchnia hymenoforu za młodu pokryta osłoną barwy białawej do matowo czerwonawej, która z wiekiem pęka a jej skrawki zwisają z brzegu kapelusza.
Trzon
3–8 cm długości i 1–3 cm grubości, cylindryczny, lub czasem zwężający się ku dołowi. Bez kropek gruczołowych, poniżej pierścienia podskórnie czerwonawy a żółty powyżej. Podstawa trzonu może słabo przebarwiać się na niebiesko-zielonawo po przecięciu, chociaż reakcja ta nie jest zwykle widoczna u starszych owocników. Pierścień jest delikatny i kłaczkowaty (przypominający wełniste kępki) i wkrótce znika lub pozostaje jako cienka biaława obwódka tworząca strefę pierścieniową wokół trzonu.
Miąższ
Żółtawy, zbity, przeważnie nie zmienia barwy przy uszkodzeniu, choć zdarza się, że przebarwia się na różowo. Smak lekko kwaśno – słodki. Zapach nieznaczny, praktycznie niewyczuwalne.
Wysyp zarodników
Cynamonowy do brązowego. Zarodniki wrzecionowate do eliptycznych, mają gładką powierzchnię i wymiary 7–11 × 3–4 μm.

## Występowanie
Pochodzi z Ameryki Północnej. Rozprzestrzenił się wraz z daglezją w Ameryce Południowej, Nowej Zelandii i Europie, gdzie znany jest m.in. z Bośni i Hercegowiny, Bułgarii, Węgier, Niemiec, Danii, Włoch (z Sycylii), Czech, Słowacji i Wielkiej Brytanii.
Pierwsze potwierdzone stanowisko maślaka daglezjowego w Polsce, zostało podane w 2012 roku na łamach kwartalnika Przegląd Przyrodniczy, kolejne w 2013 r. i trzecie w 2016 r. Dwa z tych stanowisk znajdują się w Wielkopolsce, jedno w kujawsko-pomorskim.
Rośnie w bezpośrednim sąsiedztwie daglezji, z którą tworzy mikoryzę. Owocniki wyrastają pojedynczo lub w grupach, na ziemi w młodych drzewostanach iglastych lub w trawiastych parkach i ogrodach.

## Znaczenie
Grzyb jadalny, ale opinie co do jego walorów smakowych i jakościowych są zróżnicowane.

## Gatunki podobne
Bardzo podobny jest częściowo chroniony borowiec dęty (Suillus cavipes) – tzw. maślak dęty – ma on jednak trzon pusty w środku oraz występuje pod modrzewiami, z którymi tworzy mikoryzę.